# قائمة بسكويتات الشورتبريد والكوكيز

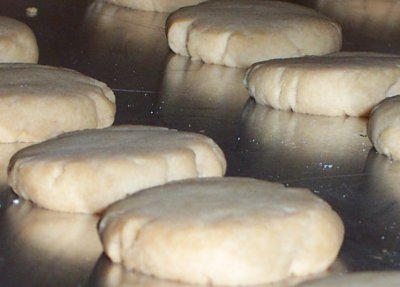
أقراص مخبوزات هشّة جاهزة للأكل.

هذه قائمة المخبوزات الهشة والبسكويتات والكوكيز. المخبوز الهش هو نوع من أنواع البسكويت (إنجليزية أمريكية: كوكي) تُصنع تقليديا من سكر أبيض، وزبدة، وطحين. يعود أصل المخبوز الهش إلى اسكتلندا، حيث وُجدت أول وصفة مطبوعة في عام 1736م، من سكوتلنديّة تُدعى الآنسة مكلينتوك.
استعمال الطحين الأبيض السادة أصبح شائعاً اليوم، وغيره من المكونات مثل الأرز المطحون أو طحين الذرة قد تضاف أحياناً للمحافظة على قوام الخليط. وفي الوصفات الحديثة قد تتواجد تغييرات طفيفة في المكونات، حيث يُستعمل بدل السكر الأبيض السكر المحبب، أو استعمال مدقوق السكر وكذلك إضافة بعضاً من الملح.
هناك عدة تنويعات للمخبوزات الهشة، فبعض الشركات تُنتج إنتاجاً شاملاً للبسكويت وتُسوّق لهم تحت عدة أسماء لعلامات تجارية مختلفة.

## مخبوزات البسكويت الهشة والكوكي

تنويعات المخبوزات الهشة والبسكويتات.
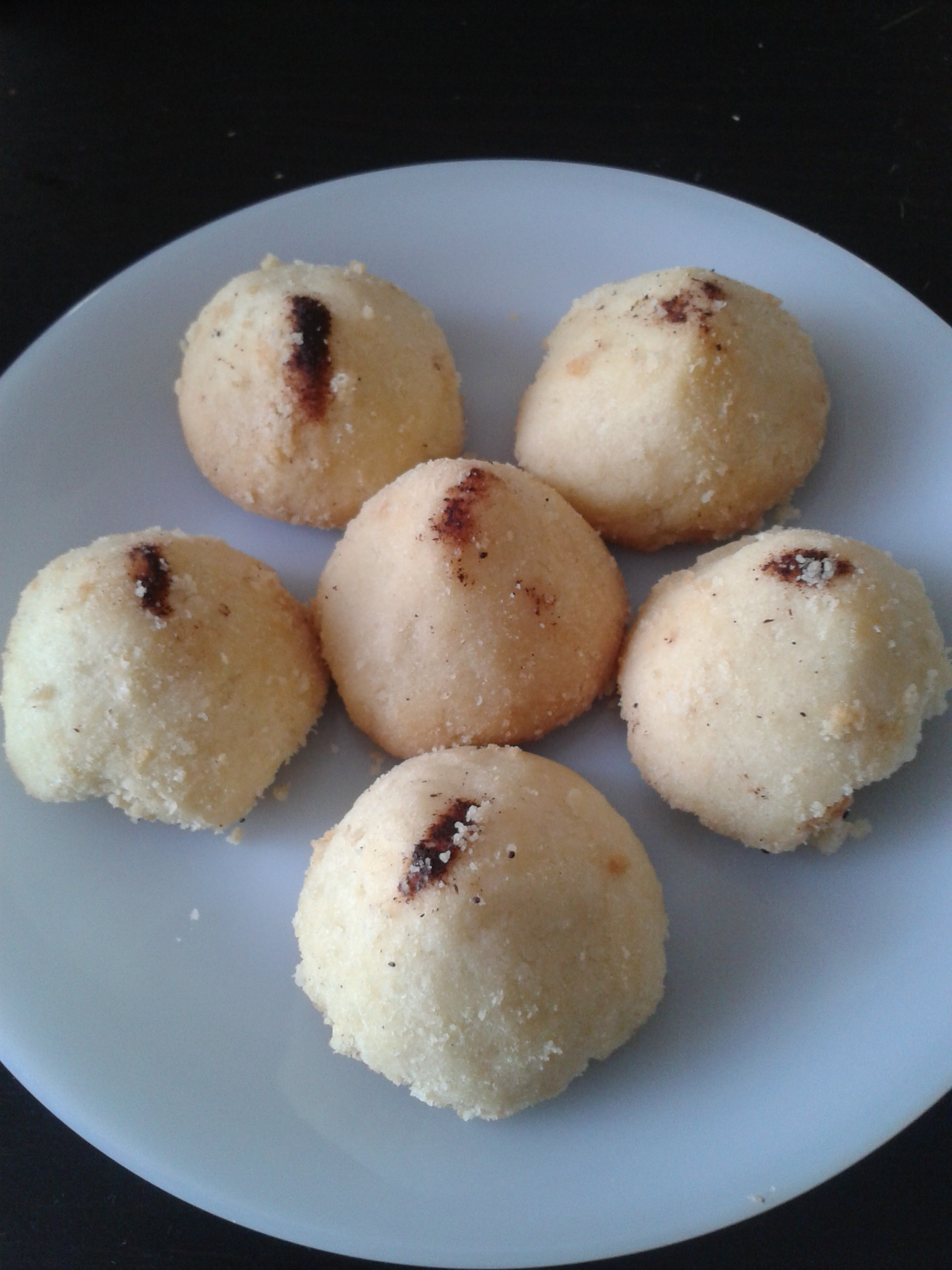
الغريبة.
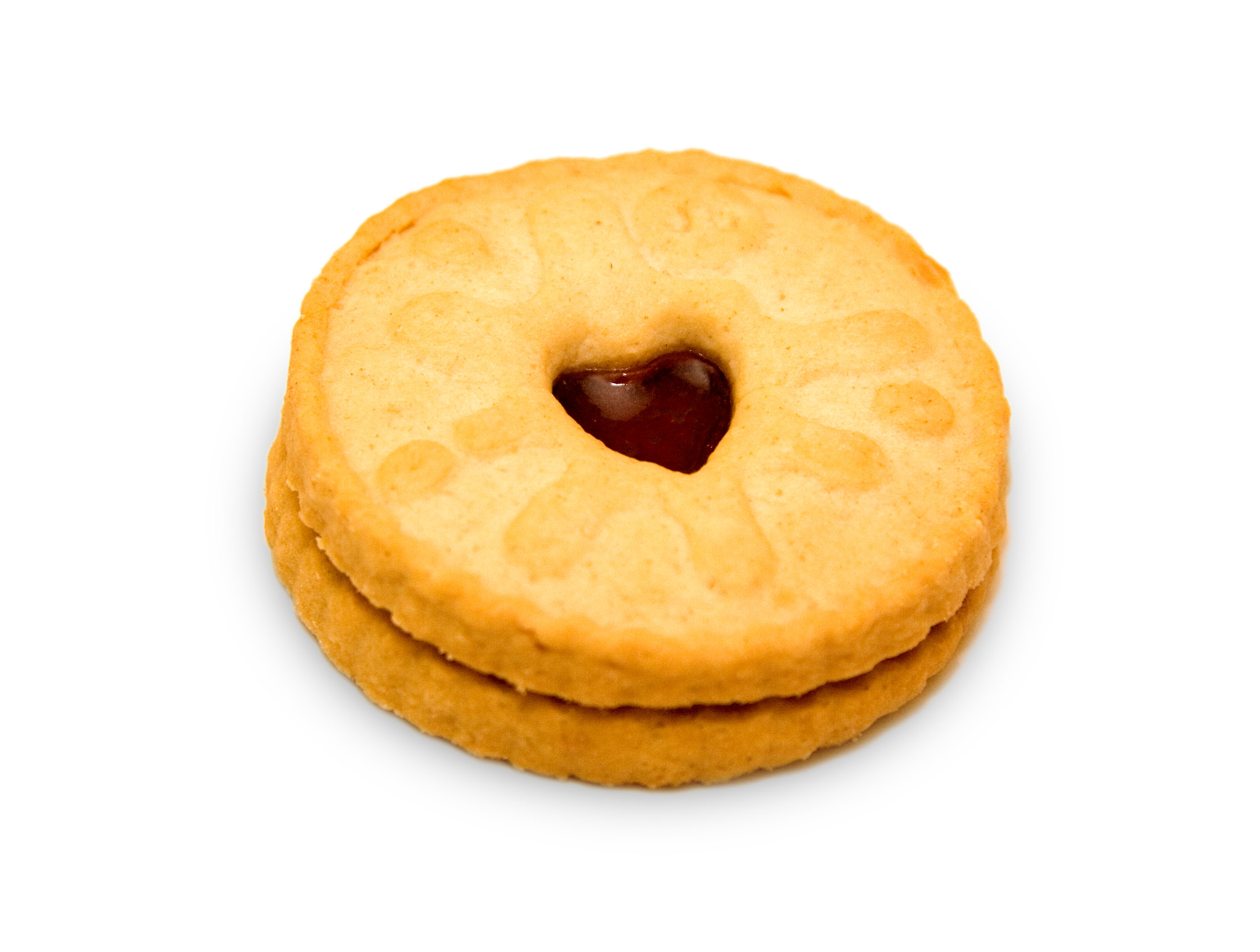
كعكة جامي المحلاّة.
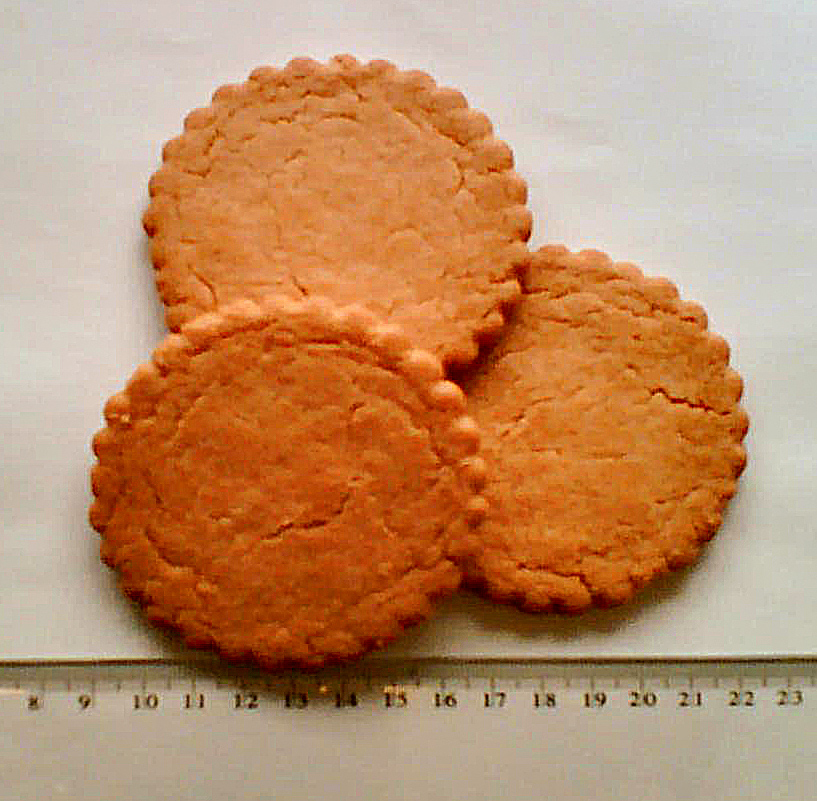
بسكويت اليوديكوك.
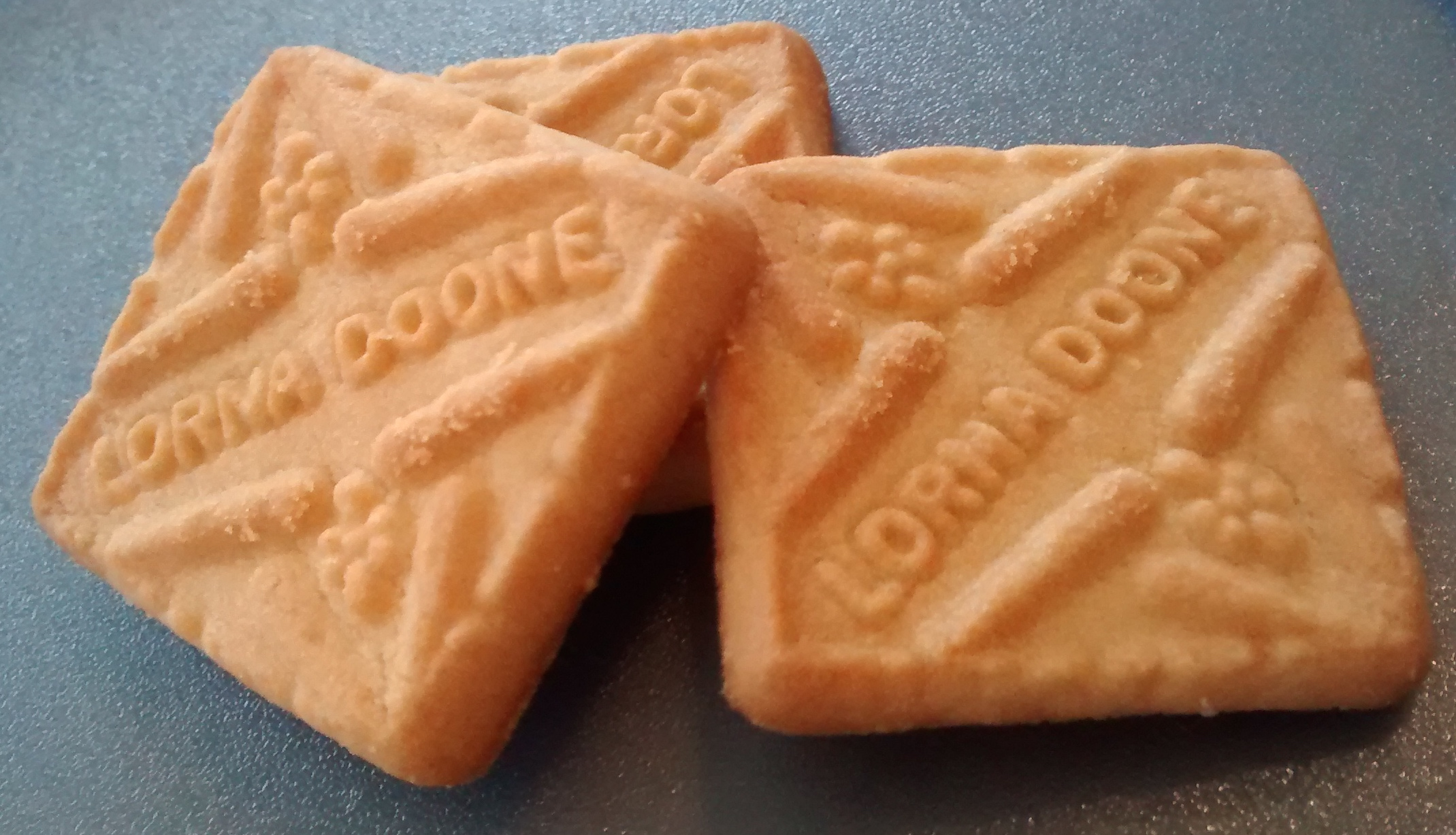
بسكويت لورنا دون.
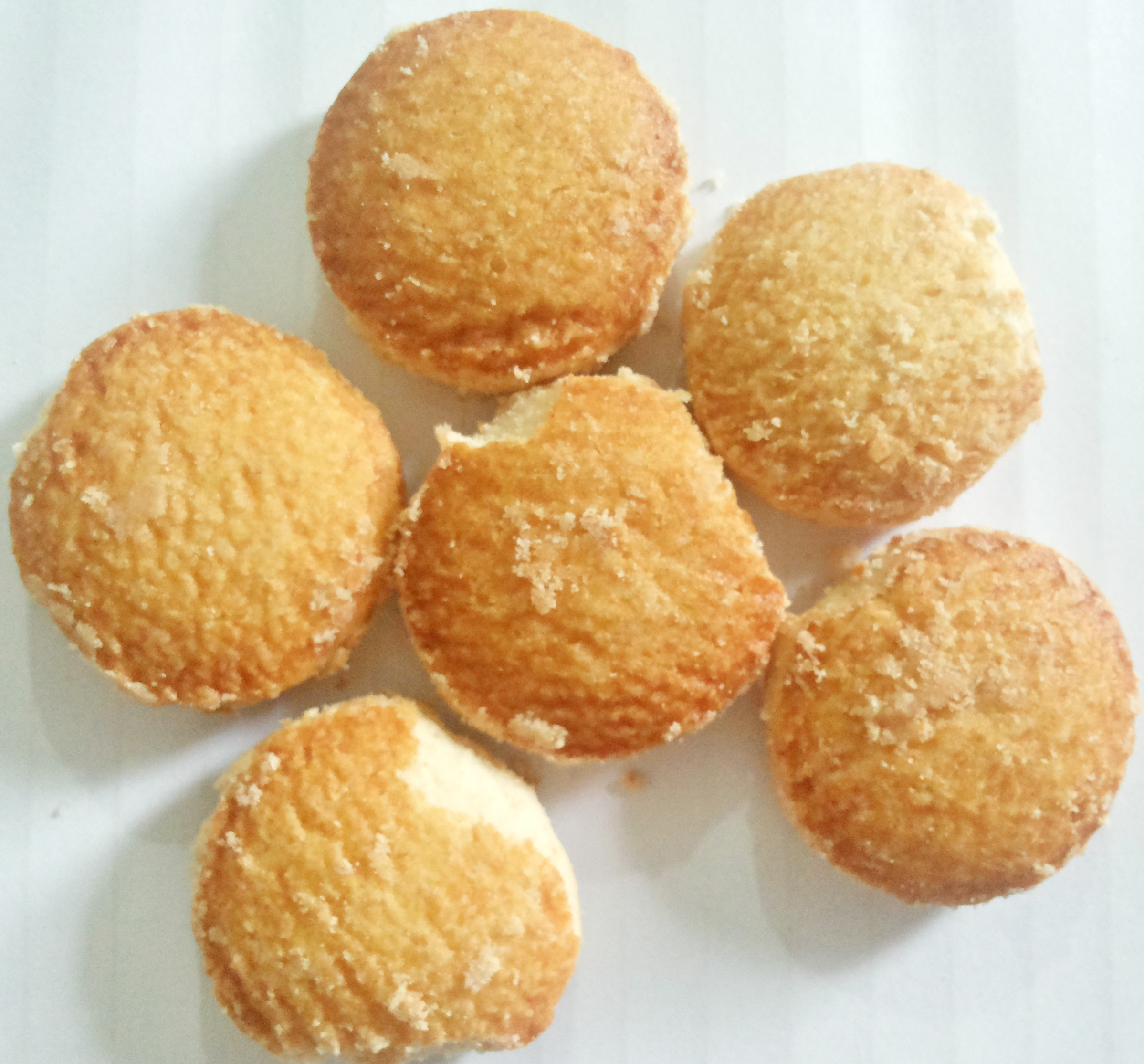
نانخاطاي.
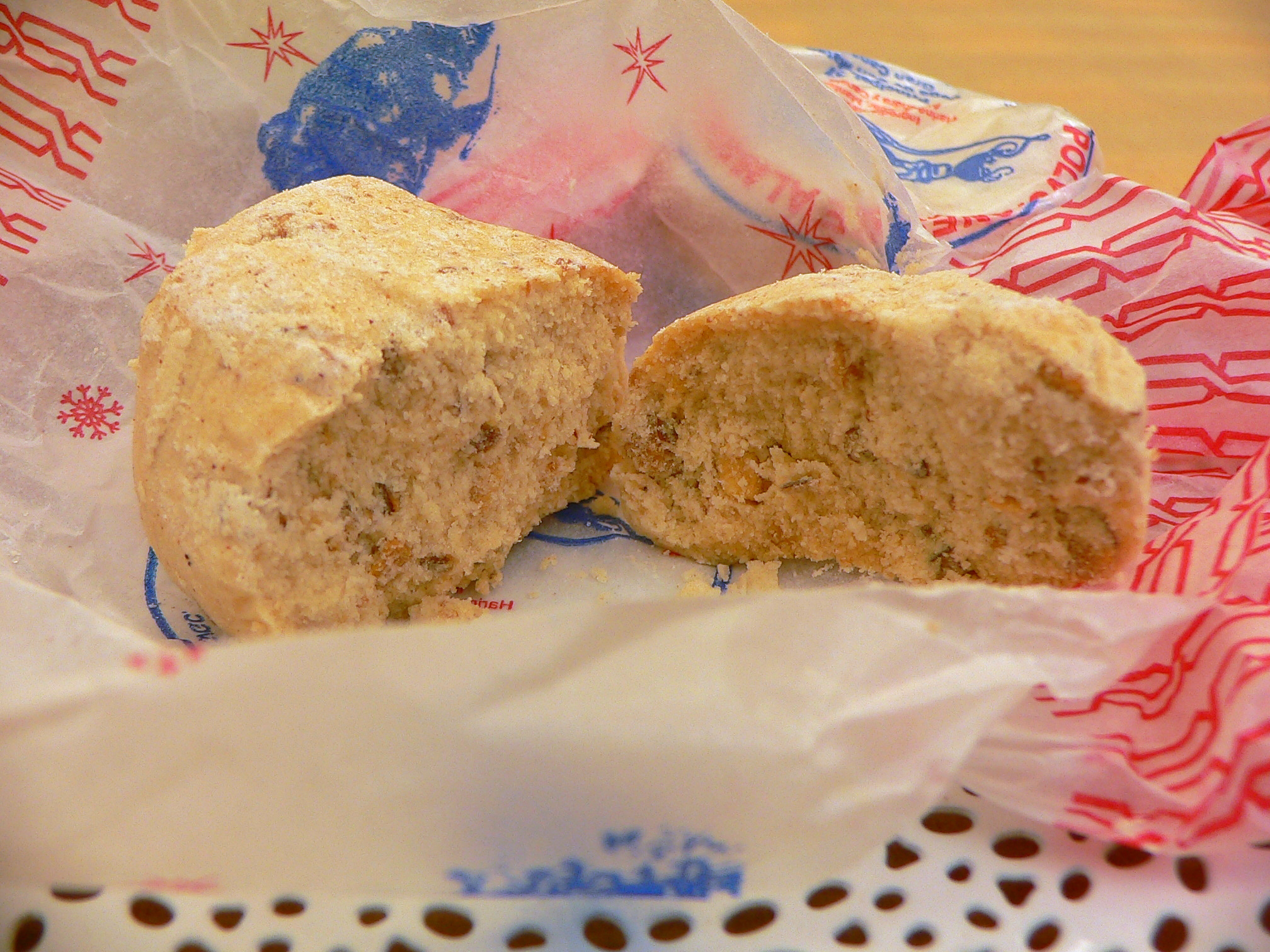
مخبوز البلفرون.
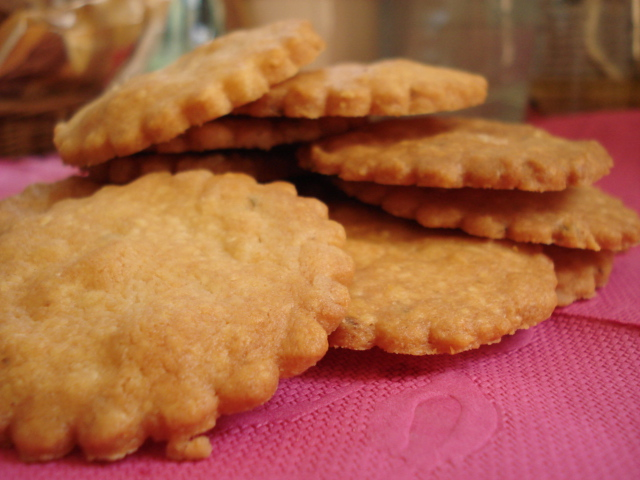
البسكويت الرملي مع جبن البارميزان بالفلفل الأخضر.

## وصلات خارجية
- Best Shortbread". Cook's Illustrated.
- Buttery Shortbread Recipes. Saveur.